# ماثيو ستيوارت
ماثيو ستيوارت (بالإنجليزية: Matthew Stewart)‏ هو فيلسوف بريطاني، ولد في 2 يناير 1963 في هونولولو في الولايات المتحدة.